# Danmarksdemokraterne
Danmarksdemokraterne (offiziell Danmarksdemokraterne - Inger Støjberg, deutsch: Die Dänemarkdemokraten) ist eine rechte dänische politische Partei, die am 23. Juni 2022 von Inger Støjberg gegründet wurde.

## Parteiprogramm
Stand 2022 treten die Danmarksdemokraterne nach eigenen Angaben für folgende Ziele ein:
- Erhalt der Arbeitsplätze in kleinen und mittleren Unternehmen, im Handwerk und in der Landwirtschaft.
- Weniger Bürokratie durch die EU und den dänischen Staat.
- Klimapolitik im Einklang mit der Landwirtschaft und den Unternehmen.
- Wirkungsvoller Wohlfahrtsstaat, in dem Rentner und sozial Schwache in Würde leben.
- Einwanderungspolitik, bei der Einwanderer aufgefordert sind, sich an die dänische Kultur und an die dänische Gesellschaft anzupassen.
- Starke und wirkungsvolle Polizei.

## Wahlergebnisse
| Wahl | Stimmen | Prozent | Mandate |
| ---- | ------- | ------- | ------- |
| 2022 | 286.796 | 8,1 %   | 14/179  |

| Wahl | Stimmen | Prozent | Mandate |
| ---- | ------- | ------- | ------- |
| 2024 | 180.666 | 7,4 %   | 1/15    |